# Relations entre l'Allemagne et l'Azerbaïdjan
 (janvier 2024).
Les relations diplomatiques entre l’Azerbaïdjan et l’Allemagne ont été établies en 1992, à la suite de la reconnaissance de l’indépendance de l’Azerbaïdjan par l’Allemagne.

## Histoire

### Allemands en Azerbaïdjan
Le début des relations bilatérales entre l'Allemagne et l'Azerbaidjan remonte au XIXe siècle, lorsque la société allemande Siemens Brothers⁣ installe ses fonderies de cuivre à Gadabay ainsi qu'une usine de cobalt à Dachkassan.
À la suite de la construction de ces usines et du développement de l'activité de Siemens Brothers en Azerbaïdjan, des colonies allemandes se développent, notamment à Goygol (Helenendorf) et à Chamkir (Annenfeld).
En 1939, la population allemande de l'Azerbaïdjan atteint 23 133 personnes. Elle est alors répartie dans 8 colonies.
En 1941, les autorités soviétiques déportent la population allemande d'Azerbaïdjan en Asie Centrale et en Sibérie.

### Relations diplomatiques
L’Allemagne reconnaît l’indépendance de l’Azerbaïdjan le 12 janvier 1992. L'établissement des relations diplomatiques entre l’Azerbaïdjan et l’Allemagne date du 20 février 1992. L'Azerbaïdjan ouvre sa première ambassade en Europe de l'Ouest en Allemagne, le 2 septembre 1992. L'ambassade d'Allemagne en Azerbaïdjan suivra vingt jours plus tard.
Ramin Hasanov est ambassadeur d'Azerbaïdjan en Allemagne depuis septembre 2016. Michael Kindsgrab est quant à lui nommé ambassadeur d'Allemagne en Azerbaïdjan depuis août 2016.

## Base légale des relations bilatérales
Plusieurs documents sont signés entre les deux pays :
- Accord de coopération financière (avril 1995) ;
- Accord sur le transport aérien (juillet 1995) ;
- Accord de coopération culturelle (décembre 1995) ;
- Accord sur l’abolition de la double imposition en matière d’impôt sur le revenu et d’impôts fonciers (août 2004) ;
- Accord de coopération militaire entre le ministère de la Défense de l'Azerbaïdjan et le ministère fédéral de la Défense de l'Allemagne ;
- Déclaration commune sur la coopération juridique entre le ministère de la Justice de l'Azerbaïdjan et le ministère fédéral de la Justice de l'Allemagne ;
- Mémorandum d'accord sur la création d'un groupe de travail de haut niveau sur le commerce et les investissements entre le ministère du Développement économique de l'Azerbaïdjan et le ministère fédéral de l'Économie et de la technologie de l'Allemagne (mai 2011) ;
- Accord entre le gouvernement de la République fédérale d'Allemagne et le gouvernement de la République d'Azerbaïdjan relatif à la création d'une chambre du commerce extérieur germano-azerbaïdjanaise à Bakou (mars 2012)[6].

## Visites de haut niveau

### Visites de représentants de l'Azerbaïdjan en Allemagne
- Président Heydar Aliyev (1996)
- Président Ilham Aliyev (2004, 2006, 2007, 2009, 2010, 2012, 2015, 2016[7])
- Ministre des Affaires étrangères Elmar Mamedyarov (2006, 2008, 2010, 2011, 2012, 2013, 2014 et 2016)
- Vice-ministre des Affaires étrangères Araz Azimov (22-23 février 2016)

### Visites de représentants de l'Allemagne en Azerbaïdjan
- Président Frank-Walter Steinmeier (2007, 2014 et 2016)
- Chancelière Angela Merkel (2018)
- Ministre des Affaires étrangères Guido Westerwelle (2012)
- Ministre des Affaires étrangères Klaus Kinkel (1995)
- Ministre des Affaires étrangères Joseph Fischer (2001, 2004)

## Relations interparlementaires
La coopération interparlementaire entre les deux pays est assurée par le groupe de travail sur les relations interparlementaires Azerbaïdjan-Allemagne de l'Azerbaïdjan et par le groupe parlementaire germano-sud-caucasien de l'Allemagne. Milli Majlis crée le 7 mars 1997 le Groupe de travail sur les relations interparlementaires Azerbaïdjan-Allemagne. Selon la décision de Milli Majlis du 4 mars 2016, le chef du Groupe de travail sur les relations interparlementaires Azerbaïdjan-Allemagne est Rovchan Rzayev.

## Relations consulaires
La section consulaire de l'ambassade d'Azerbaïdjan en Allemagne assure le service consulaire d'Azerbaïdjan en Allemagne.
Le consulat honoraire de la République d’Azerbaïdjan en Allemagne est situé à Stuttgart et le consul honoraire d’Azerbaïdjan est Otto Hauser.

## Relations culturelles
En 2007, la galerie Berlin-Bakou est ouverte à Berlin en tant que partenaire de Galerie de la Tour de la Vierge à Bakou. L'Année de l'Azerbaïdjan s'est tenue en Allemagne en 2008 et des Semaines de la culture allemande sont organisées en Azerbaïdjan en 2009. L'église allemande située dans le secteur de l'ancien Helenendorf est restaurée en 2008 avec le soutien du gouvernement fédéral.
Une soirée culturelle est organisée au musée de l'Histoire allemande de Berlin en septembre 2011 à l'occasion du 20e anniversaire de l'indépendance de la République d'Azerbaïdjan. De plus, des soirées culturelles ont été organisées à Munich, Stuttgart, Cologne, Hambourg en 2013, à Hanovre, Düsseldorf et Dresde en 2014.

## Relations économiques
Selon les statistiques, le commerce bilatéral de marchandises entre l'Azerbaïdjan et l'Allemagne s'élève à  1,914 million USD en 2015. Le volume des importations de l'Azerbaïdjan atteint 690,08 millions USD et les exportations, 1,224 million USD en 2015.
Le Groupe de travail de haut niveau Allemagne-Azerbaïdjan sur le commerce et les investissements est créé le 5 mai 2011. Samir Valiyev, chef du bureau du ministère de l'Économie de l'Azerbaïdjan, et le directeur général de la politique économique extérieure du ministère de l'Économie et de la Technologie de l'Allemagne, Eckhard Franz, sont les coprésidents du groupe. Le groupe organise des réunions en 2011 et 2015 à Berlin, en 2013 et 2014 à Bakou. La 7e réunion se tient à Berlin le 22 novembre 2017.